# 伊莉討論區
伊莉討論區（eyny）又稱伊莉論壇，最初是由站長天晴（香港人，男性）於2003年21歲時，在香港創立的網路論壇，服務對象為台港澳地區之人民。目前已有超過500萬會員，管理人員660人以上（版主級別），最高管理員2人（論壇架設者）。版塊數超過400個，主題數超過1700萬則，回覆數超過2000萬則。伺服器位於美國，原先限制只能台、港、澳IP登入，现在其他地区IP也可登入。

## 網站服務
提供論壇服務，影片、音樂等分享以及在論壇買賣販售KTV上正版1080p歌曲，網站為非限制級網站，部分版塊有年齡限制。提供許多資源檔案的載點分享，常有色情、盜版等相關社會事件躍上新聞報導。。
該網站階級職務，管理員負責網站軟硬體的升級更新與維修。超級分區版主負責管理論壇事物，並在論壇發生重大事件時通知管理員。版主為自願職務，任何會員皆可申請，審核通過即可擔任，負責版上秩序維護。

## 重大事件
- Greatfire数据显示，2011年前伊莉討論區就被中國大陸防火長城封鎖[4]。
- 2014年10月12日，因伊莉百科全書版塊漏洞，導致駭客入侵修改會員密碼，並盜取以加密過的會員帳密，故站方關閉伊莉百科全書版塊，並呼籲會員盡快更改密碼。
- 2017年4月23日至24日，伊莉首頁遭到植入木馬病毒，造訪的人會跳出Flash Player過舊請更新的提示，該程式裡被植入勒索病毒，故造成下載該程式的人電腦因此中毒文件被鎖定勒索。[5]
- 2017年8月，伊莉討論區因「侵犯版權」被澳洲根據法庭下令封鎖。[6]
- 2020年4月4日，官方發布伊莉討論區和影片區-部份影視區域「關閉」的公告，因「特別情況（DMCA）」目前採取關閉中所有會員均無法訪問，僅版主級別以上可訪問。
- 2023年5月7日，站方表示由於盜帳事件頻發及成本考量，故決定取消永久尊貴會員會籍，對此有購買的永久會員表示根本是詐欺行為，[7]，目前該公告已關閉留言。

## 相關論壇
站長天晴有另外經營「維克斯討論區」論壇，2007年開站，人氣始終不如伊莉討論區，於2017年關站，網址導向伊莉論壇。